# Trzepizury
Trzepizury – jedna z integralnych części miasta Blachowni, do końca 1972 r. osobna wieś.

## Historia
Podczas lustracji województwa krakowskiego w 1606 roku podano istnienie osady Trzepizury nad rzeczką bez nazwy (Trzepizurką), składającej się z trzech domostw i karczmy.
W 1827 r. wieś posiadała 11 domów i 69 mieszkańców.
Trzepizury obok Blachowni, Wyrazowa i Błaszczyk wchodziły w skład tzw. „państwa zagórskiego”, terenów należących do Benedykta Lemańskiego. Jego spadkobiercy sprzedali te tereny hrabiemu Guido Hencklowi von Donnersmarckowi, który ze sporym zyskiem w 1891 roku sprzedał dobra carowi Aleksandrowi III. Ziemie od chwili nabycia przez cara nosiły nazwę Dobra Ostrowy.
W 1892 r. wieś posiadała 16 domów, 110 mieszkańców, 162 morgi ziemi. W granicach Trzepizur leżała również osada leśna, gdzie znajdowały się 3 domy i 1 morga ziemi, osada straży pogranicznej (pracownicy komory celnej w Herbach) i osada karczmarza składały się z 2 domów, 8 mieszkańców i 2 mórg ziemi.
W 1894 r. zmarł car Aleksander III i cały majątek przejął car Mikołaj II. Na mocy jego rozkazu w dniu 17 czerwca 1899 roku dobra w Ostrowach otrzymał jego brat Michał Aleksandrowicz.
W pobliżu osady znajdował się drewniany kościółek z pustelnią, zamieszkiwaną zapewne przez zakonnika z Jasnej Góry. Kościół był trójnawowy z sześcioma dużymi oknami w nawie bocznej, w prezbiterium posiadał trzy okna mniejsze z kolorowych szybek, w bocznej nawie znajdowała się lipowa figurka św. Franciszka z Asyżu. Kościół miał 12 m długości i 6 m szerokości (zapis o kościele pojawił się w katalogu diecezji włocławskiej z 1882 r.). Kościółek za zezwoleniem władz kościelnych rozebrano w 1906 r., a pustelnię jeszcze w XIX w.
W latach 1975–1998 miejscowość administracyjnie należała do województwa częstochowskiego.

## Parafia rzymskokatolicka
W XVIII i XIX w. wieś podlegała pod kościół św. Walentego w Konopiskach. Obecnie dzielnica w administracji kościoła katolickiego podlega parafii MB Królowej Polski i św. Michała Archanioła w Blachowni, w dekanacie Blachownia archidiecezji częstochowskiej.

## Obecnie
Dzielnica położona jest przy drodze krajowej nr 46, która przecina miejscowość na dwie części. Dawniej wieś, a obecnie dzielnica nadal ma charakter ulicówki. Przez dzielnicę przebiega zielony szlak rowerowy prowadzący z Korwinowa do Kruszyny. W obrębie leśnictwa w Trzepizurach znajduje się Bagienko w Pietrzakach będące użytkiem ekologicznym wchodzącym w obszar Parku Krajobrazowego Lasy nad Górną Liswartą. Użytek ten utworzony został w 2002 r. i zajmuje obszar 0,94 ha. Leśnictwo w Trzepizurach podlega Nadleśnictwu w Herbach. W Trzepizurach znajdują się zabytkowe budynki straży granicznej i karczmy.

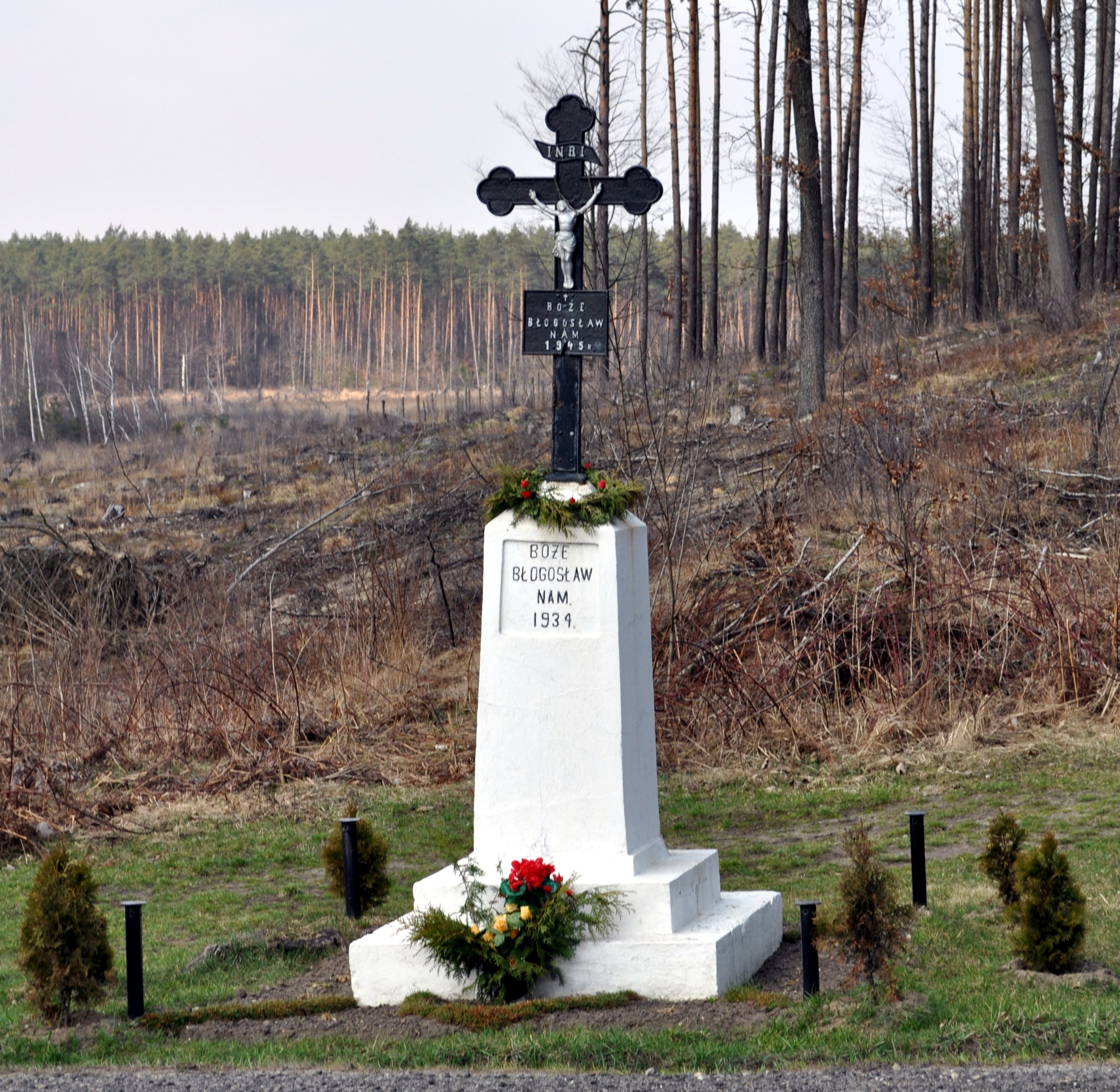
Krzyż znajdujący się przy drodze nr 46 z 1934 r., w jego pobliżu znajdowała się pustelnia i drewniany kościół